# Obrium facetum
Obrium facetum är en skalbaggsart som beskrevs av Holzschuh 1989. Obrium facetum ingår i släktet Obrium och familjen långhorningar. Inga underarter finns listade i Catalogue of Life.